# Norðri, Suðri, Austri y Vestri
En la mitología nórdica, Norðri, Suðri, Austri y Vestri (del nórdico antiguo: "Norte, Sur, Este y Oeste) eran cuatro enanos mencionados en Gylfaginning, en la Edda prosaica. Cada uno de estos enanos sostenía uno de los cuatro puntos cardinales. Juntos, sostenían la bóveda celeste, creado con el cráneo del gigante primigenio Ymir. Probablemente también representaban los cuatro vientos, correspondiéndose así con los cuatro ciervos del árbol cósmico Dáinn, Dvalinn, Duneyrr y Duraþrór (nombres que también coinciden con otros enanos). El mito es comparable con el de los cuatro gigantes que personificaban los cuatro vientos en la mitología griega.